# معركة مرتفعات كوينزتون
معركة مرتفعات كوينزتون (بالإنجليزية: Battle of Queenston Heights)‏ هي أولى المعارك الكبرى في حرب 1812، بين قوات الولايات المتحدة الأمريكية من جهة، وقوات الإمبراطورية البريطانية من جهة أخرى، نشبت في 13 أكتوبر 1812، في مرتفعات كوينزتون، وانتهت بانتصار الجيش البريطاني.

## القوات المتحاربة

### الجانب الأمريكي
بقيادة الميجر جنرال ستيفن فان رينسيلار
- قوات الجيش الشعبي لولاية نيويورك.[2]

### الجانب البريطاني
بقيادة الميجر جنرال إسحق بروك، وبعد مقتله تولى القيادة الجنرال روجر هيل شيف، يتألفون من:
- الجيش النظامي البريطاني.[2]
- قوات الجيش الشعبي الكندي.[2]
- الموهوك.[2]

## أسباب المعركة
كانت المعركة محاولة من الجانب الأمريكي للحصول على موطئ قدم على الجانب الكندي لنهر نياجارا قبل حلول الشتاء. على الرغم من التفوق العددي للقوات الأمريكية وتشتت القوات البريطانية، إلا أنها، أي القوات الأمريكية، لم تتمكن من الاحتفاظ بما حققته من مكاسب عند ابتداء المعركة، بسبب الضعف الإداري للقيادة الأمريكية وقلة خبرة الجنود الأمريكان، في ذلك الوقت.

## الخطة الأمريكية
خططت القيادة الأمريكية أن يكون الهجوم على أربع محاور، لإخضاع المستعمرة الكندية بسرعة، وهذه المحاور هي:
- هجوم على أمهيرستبارج، من الغرب إلى الشرق، مروراً بديترويت، بقيادة البراغادير جنرال وليام هال.[5]
- هجوم عبر نهر نياجارا بقيادة الميجر جنرال رينسيلار.[2]
- هجوم ثالث للتمويه عبر نهر سانت لورانس لاحتلال كينغستون.[6]
- الهجوم الكبير سيكون عبر بحيرة شاملين لاحتلال مونتريال، بقيادة القائد العام للجيش الأمريكي الميجر جنرال هنري ديربورن.[7]

## المعركة
كان بروك يدرك فشل المحاولة الأمريكية لعبور النهر في 11 أكتوبر، لكنه لم يكن متيقناً أنها مجرد تغطية لهجوم واسع في مكان آخر. بتاريخ 12 أكتوبر عَبَرَ الميجر البريطاني توماس إيفانز نهر نياجارا رافعاً علم الهدنة لطلب إجراء تبادل فوري للأسرى الذين مسكوا في غارة إليوت على المراكب البريطانية قبل ثلاثة أيام. وطلب أن يرى الميجر جنرال ستيفن فان رينسيلار، لكنه أخبِرَ أنه مريض، وإستقبله رجل إدعى أنه مساعد الميجر جنرال، وأخبره باستحالة إجراء تبادل للأسرى قبل يومين.
في قرية فورت جورج استيقظ الميجر جنرال بروك على ضجيج المدفعية الأمريكية على كوينزتون، فخرج بمجموعة من رجاله إلى هضبة ريدان لصد الهجوم، فكانت المدفعية البريطانية تدمر الزوارق الأمريكية، لذا أمر الميجر جنرال ستيفن فان رينسيلار قواته بتركيز نيران مدافعهم على الهضبة، وأمر بمهاجمة القوات البريطانية فيها، وفعلاً تمت السيطرة على الهضبة وقتل الميجر جنرال بروك.
وصلَ الميجر جنرال شيف مع التعزيزات، وتولى قيادة القوات البريطانية. أمر القوات المرافقة له بالالتفاف على مرتفعات كوينزتون للاحتماء من المدفعية الأمريكية، فوجئت القوات الأمريكية بوابل من النيران أطلقتها قوات شيف، عندها أمر الميجر جنرال ستيفن فان رينسيلار القوات الأمريكية التي جاءت للمساندة بعبور النهر لإمداد قواتهم المهاجمة في كوينزتون، لكن هذه القوات كانت مرتبكة وقليلة الخبرة، فرفضت العبور، مما قلب النصر إلى هزيمة، فأجبِرَت عندئذٍ القيادة الأمريكية إلى إصدار الأوامر بالانسحاب.